# Osoi (okręg Suczawa)
Osoi – wieś w Rumunii, w okręgu Suczawa, w gminie Vulturești. W 2011 roku liczyła 350 mieszkańców. 